# София Хедвиг фон Брауншвайг-Волфенбютел (1561–1631)
Вижте пояснителната страница за други личности с името София Хедвиг фон Брауншвайг-Волфенбютел.
София Хедвиг фон Брауншвайг-Волфенбютел (на немски: Sophia Hedwige von Braunschweig-Wolfenbüttel; * 1 декември 1561, Волфенбютел; † 30 януари 1631, Лойц) от род Велфи (Среден Дом Брауншвайг), е принцеса от Брауншвайг-Волфенбютел и чрез женитба херцогиня на Померания-Волгаст.

## Живот
Тя е най-голямата дъщеря на херцог Юлий фон Брауншвайг-Волфенбютел (1528 – 1589) и съпругата му Хедвига фон Бранденбург (1540 – 1602), дъщеря на курфюрст Йоахим II фон Бранденбург (1505 – 1571) и втората му съпруга Ядвига Ягелонка (1513 – 1573).
София Хедвиг се омъжва на 20 октомври 1577 г. във Волгаст за херцог Ернст Лудвиг от Померания-Волгаст (* 2 ноември 1545; † 17 юни 1592). Тя се грижи за бедните и болните. След смъртта на нейния съпруг през 1592 г. София Хедвиг живее с децата си в имението Церпенцин близо до град Лойц. Тя умира на 30 януари 1631 г. в Лойц на 69 години и е погребана след две години в църквата „Св. Петри“ във Волгаст.

## Деца
София Хедвиг и херцог Ернст Лудвиг имат три деца:
- Мария Хедвиг (* 19 март 1579; † 16 април 1606), сгодена, умира преди сватбата, за херцог Йохан Адолф фон Шлезвиг-Холщайн-Норбург (* 1576; † 21 февруари 1624)
- Елизабет Магдалена (* 14 юни 1580; † 23 февруари 1649), омъжена на 14 март 1600 за херцог Фридрих Кетлер от Курландия (* 25 ноември 1569; † 17 август 1639)
- Филип Юлий I (* 27 декември 1584; † 6 февруари 1625), херцог на Померания-Волгаст (1592 – 1625), женен на 25 юни 1604 в Берлин за Агнес фон Брандебург (* 17 юли 1584; † 26 март 1629)